# Indira Terrero
Indira Terrero Letuce (* 29. November 1985 in Havanna) ist eine spanische Sprinterin, die sich auf den 400-Meter-Lauf spezialisiert hat, und Mittelstreckenläuferin kubanischer Herkunft.

## Sportliche Laufbahn
2007 gewann sie bei den Panamerikanischen Spielen in Rio de Janeiro Bronze im Einzelbewerb und Gold in der 4-mal-400-Meter-Staffel. Bei den Weltmeisterschaften in Osaka erreichte sie über 400 Meter das Halbfinale und wurde mit der kubanischen 4-mal-400-Meter-Stafette Siebte.
2008 siegte sie bei den Zentralamerika- und Karibikmeisterschaften über 400 Meter und in der 4-mal-400-Meter-Staffel. Bei den Olympischen Spielen in Peking gelangte sie über 400 Meter ins Halbfinale und kam mit der Stafette auf den sechsten Platz. Im Jahr darauf verteidigte sie ihre beiden Titel bei den Zentralamerika- und Karibikmeisterschaften. Bei den Weltmeisterschaften in Berlin schied sie über 400 Meter im Halbfinale aus und wurde Achte mit der kubanischen Stafette.
2010 holte sie bei den Iberoamerikanischen Meisterschaften Bronze über 800 Meter und Gold in der 4-mal-400-Meter-Staffel.
Für Spanien startend gewann sie über 400 Meter Bronze bei den Europameisterschaften 2014 in Zürich und Silber bei den Halleneuropameisterschaften 2015 in Prag.

## Persönliche Bestzeiten
- 400 m: 50,98 s, 4. Juli 2008, Cali
  - Halle: 52,02 s, 24. Februar 2013, Metz
- 800 m: 2:03,24 min, 6. Juni 2010, San Fernando